# Katastrofa samolotu Piper PA-34 w Kenova
Katastrofa samolotu Piper PA-34 Seneca w Kenova – katastrofa lotnicza, która miała miejsce 30 stycznia 2009 roku w okolicach miasta Kenova w stanie Wirginia Zachodnia, trzy kilometry od lotniska Tri State. Dwusilnikowy Piper PA-34 Seneca wystartował 30 stycznia 2009 rano z lotniska w Lake in the Hills (przedmieścia Chicago), zmierzając do Charlotte w Północnej Karolinie, a potem do Clearwater na Florydzie. W katastrofie zginęli czterej zawodowi piloci, członkowie polskiego aeroklubu – Kazimierz Adamski, Wiesław Dobrzański, Ireneusz Michałowski i Stanisław Matras – oraz 26-letnia polonijna dziennikarka Monika Niemiec i jej ojciec Stanisław Niemiec. Prawdopodobną przyczyną katastrofy była awaria systemu paliwowego.